# Isa TK+ (trilha sonora)
Isa TK+ é a trilha sonora inspirada na telenovela homônima, lançada em 24 de novembro de 2009 pela gravadora Sony Music. O álbum contém duração de 56 minutos e atingiu a posição de número 16 no México, permanecendo na parada por oito semanas.

## Faixas
A trilha sonora contém 16 faixas inéditas, todas compostas por Pablo Durand e Fernando López Rossi.
| Isa TK+ |                                 |                                    | |         |  |
| N.º     | Título                          | Compositor(es)                     | Artista | Duração |  |
| 1.      | "Sigo al corazón"               | Pablo Durand, Fernando López Rossi | María Gabriela de Faría, Reinaldo Zavarce, Willy Martin, Milena Torres, Carolina Gaitán, Ricardo Abarca | 3:38    |  |
| 2.      | "Tengo tu amor"                 | Durand, Rossi                      | María Gabriela de Faría, Reinaldo Zavarce | 4:04    |  |
| 3.      | "Cuando me siento sola"         | Durand, Rossi                      | María Gabriela de Faría | 3:52    |  |
| 4.      | "Rock and Roll"                 | Durand, Rossi                      | Reinaldo Zavarce | 3:33    |  |
| 5.      | "Todo el mundo a bailar"        | Durand, Rossi                      | María Gabriela de Faría, Reinaldo Zavarce, Willy Martin, Milena Torres, Carolina Gaitán, Ricardo Abarca | 3:23    |  |
| 6.      | "Te regalo mi amor"             | Durand, Rossi                      | Willy Martin | 3:17    |  |
| 7.      | "Por tu amor"                   | Durand, Rossi                      | Ricardo Abarca | 3:44    |  |
| 8.      | "Si te veo una vez más"         | Durand, Rossi                      | Milena Torres | 3:45    |  |
| 9.      | "Vamos a meternos en problemas" | Durand, Rossi                      | María Gabriela de Faría, Reinaldo Zavarce, Ricardo Abarca, Carolina Gaitán | 3:18    |  |
| 10.     | "Amigas para siempre"           | Durand, Rossi                      | Carolina Gaitán | 3:21    |  |
| 11.     | "Desde que te vi"               | Durand, Rossi                      | Ricardo Abarca | 3:28    |  |
| 12.     | "Un poquito mala"               | Durand, Rossi                      | María Gabriela de Faría | 3:10    |  |
| 13.     | "Creo que debo partir"          | Durand, Rossi                      | | 3:33    |  |
| 14.     | "Soy el primero"                | Durand, Rossi                      | Reinaldo Zavarce, Ricardo Abarca | 3:47    |  |
| 15.     | "Como era antes"                | Durand, Rossi                      | María Gabriela de Faría | 3:31    |  |
| 16.     | "Bravo"                         | Durand, Rossi                      | María Gabriela de Faría, Reinaldo Zavarce, Willy Martin, Milena Torres, Carolina Gaitán, Ricardo Abarca, Vanessa Blándon, Gabriela Cortés, Juan Sebastián Quintero, Diana Neira, Anderson Olatavaro, Viviana Pulido, Sebastián Vega, Natalia Reyes | 2:50    |  |

## Desempenho nas tabelas musicais
O álbum alcançou a 16ª posição no México.
| Tabela (2009) | Melhor posição |
| ------------- | -------------- |
| México        | 16             |